# هاري فايس (هواة جمع الطوابع)
كان هاري وايس (24 يوليو 1888 - 23 يوليو 1966) من إلينوي، ومن هواة جمع الطوابع، وقد قضى معظم حياته المهنية في مجال جمع الطوابع في الكتابة عن موضوع جمع الطوابع.
من عقد الثلاثينيات من القرن العشرين إلى ستينياته، كتب فايس بإسهاب عن هواية جمع الطوابع. كتب أعمدة في عدد من الدوريات، منها مجلة "ويكلي فيلاتيليك غوسيب" (Weekly Philatelic Gossip)، حيث كان رئيس تحريرها، وكان يصف لقرائهِ الطوابع البريدية الجديدة الصادرة، وأخبار الطوابع، والطوابع التي يرى أنها مرغوبة للشراء، وغيرها. كما كتب عدة أعمدة أخرى في "ويكلي فيلاتيليك غوسيب" (Weekly Philatelic Gossip): "كندي راوند تيبل" (Canadian Round Table) و"إنسايد ستريت" (Inside Straight). في عام 1961، توقفت مجلة "ويكلي فيلاتيليك غوسيب" عن الصدور، وواصل فايس نقاشه حول جمع الطوابع في مجلة "ستامبس"، حيث احتفظ بعمود بعنوان "نصائح حول سوق الطوابع" حتى وفاته عام 1966. تزوج فايس من بيرل دروسيلا رانك (1885-1959) عام 1919.
خلال فترة عمله محررًا لمجلة "ويكلي فيلاتيليك غوسيب"، أعاد فايس نشر عدد من الكتب المتعلقة بهواة جمع الطوابع، بما في ذلك كتاب "طوابع بريد الولايات المتحدة" لجون نيكولاس لوف، الذي نُشر عام 1902.

## النشاط البريدي
أسس فايس عام 1946 مختبر الغرب الأوسط لهواة جمع الطوابع، الذي قدّم عددًا من الخدمات المتعلقة بهواة جمع الطوابع، مثل التحقق من صحة الطوابع النادرة، وهي عملية تُعرف بالخبرة؛ وخدمات أخرى، مثل توجيه هواة جمع الطوابع حول تركيب الطوابع لمنع تلفها؛ وتقييم قيمة المجموعة، وهي عملية تُعرف بالتقييم؛ وتقديم المشورة بشأن بيع مجموعات الطوابع والتخلص منها. في عام 1961، اندمج مع دوروثي فلايشلي، وغُيّر اسم المنظمة إلى شركة دورهار لهواة جمع الطوابع.

## التكريم
تم تسمية هاري وايس لقاعة المشاهير التابعة للجمعية الأمريكية لهواة جمع الطوابع في عام 1967.